# Enrique Valentín Iglesias García

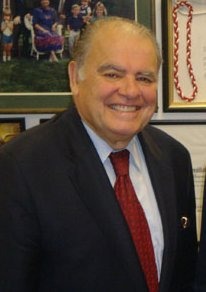

Enrique Valentín Iglesias García GCIH (El Franco, 29 de julho de 1930) é um economista uruguaio nascido na Espanha. 
Em 1985, o presidente Julio María Sanguinetti nomea-o Ministro das Relações Exteriores.
Foi o presidente do Banco Interamericano de Desenvolvimento de 1988 a 2005. Atualmente exerce o cargo de Secretário Geral Ibero-americano.
A 14 de Fevereiro de 2014, foi agraciado com a Grã-Cruz da Ordem do Infante D. Henrique, de Portugal.